# ویلهلم مولر (بازیکن هندبال)
ویلهلم مولر (انگلیسی: Wilhelm Müller; ۵ دسامبر ۱۹۰۹ – ۲۲ فوریهٔ ۱۹۸۴) بازیکن هندبال اهل آلمان بود.